# Tribunal de menors
Un tribunal de menors (o jutjat de menors) és un tribunal amb autoritat especial per dictar judicis per delictes comesos per nens i joves que no han arribat a la majoria d'edat. En la majoria dels sistemes legals moderns, els nens que cometen un delicte són tractats de manera diferent als adults que han comès el mateix delicte.
Al fet de si els menors han de ser jutjats com a adults per delictes greus, o s'ha de fer per separat, varia segons els països. Des de la dècada de 1970, els menors han estat jutjats cada cop més com a adults com a resposta a "l'augment dels delictes violents juvenils". Els delictes greus, com ara l'assassinat o la violació, poden ser processats a través d'un tribunal d'adults a Anglaterra. A partir del 2007, als Estats Units no es va informar sobre el nombre exacte de delinqüents menors processats com a adults. Països com Austràlia i Japó es troben en les primeres etapes de desenvolupament i implementació d'iniciatives de justícia centrades en els joves.
En l'àmbit mundial, les Nacions Unides han animat als Estats a reformar els seus sistemes per adaptar-los a un model específic per als menors malgrat que la delinqüència estigui causant problemes. L'esperança era crear una "justícia amigable amb la infància". Malgrat tots els canvis fets per les Nacions Unides, les normes a la pràctica són menys clares. Els canvis en un context ampli causen problemes d'aplicació local, i els crims internacionals comesos per joves estan causant preguntes addicionals sobre el benefici de procediments separats per als menors.
Les qüestions de justícia juvenil s'han tornat cada cop més globals en diversos contextos culturals i en els darrers segles. Tot i que s'han posat en dubte les qüestions de justícia i, més concretament, la protecció dels drets dels menors pel que fa a aquests tribunals de menors, progressivament es van acceptant unes polítiques globals sobre aquest tema.